# 小西正一
小西正一（日语：／ Konishi Masakazu ?，1933年2月17日—2020年7月23日），日本动物神经行为学家，美国加州理工學院教授。知名于对貓頭鷹和鳴禽的研究。

## 生平
1933年生于日本京都，父母从事西陣織手工制作行业。他从小热爱自然，喜欢观察昆虫、鱼、鸟、兔和狗等动物。1956年毕业于北海道大學理学部生物学专业。1958年取得同校理学硕士学位后，获富布赖特奖学金赴美国进修。1963年取得加利福尼亞大學柏克萊分校博士学位后，在德国蒂宾根大学以及马克斯·普朗克研究所从事博士后研究。1965年返回美国，任职于威斯康星大学。1966年转入普林斯顿大学任教。他试图用神经生理学的方法来测量仓鸮等鸟类的听力。并深入研究了長尾林鴞音源定位的大脑处理机制。
1975年开始担任加州理工學院生物学教授，直至2013年退休。1979年当选美国文理科学院外籍院士，1985年当选美国国家科学院外籍院士。他还是国际神经行为学学会的创始会员，1986年至1989年担任该学会的第二任主席。
2020年7月23日去世，终年87岁。

## 奖项
- 国际生物学奖（1990年）
- 格鲁伯神经科学奖（2005年）
- 山階芳麿奖（2014年）[4]